# Ramón H. Jurado
Ramón Heberto Jurado (Pocrí, 29 de mayo de 1922 - Ciudad de Panamá, 3 de noviembre de 1978) fue un escritor y compositor panameño. 

## Vida
Hijo del poeta panameño Ricardo Miró y Bertilda Jurado, en cuyo hogar creció. Obtuvo el título de Bachiller en Humanidades estudiando en el Instituto Nacional de Panamá. Estudió la licenciatura en Filosofía e Historia de la Universidad de Panamá donde además fue presidente de la Unión de Estudiantes Universitarios.
Ocupó, entre otros cargos para el estado panameño: Director General de Cultura y Publicaciones del Frente Patriótico de la Juventud; Director del departamento de Bellas Artes del Ministerio de Educación; empleado del Instituto de Vivienda y Urbanismo; Embajador de Panamá en Venezuela; Gerente del Banco de Crédito Popular. 
Ejerció el periodismo, publicando artículos en los periódicos Prensa Libre y El Día. Ejerció el periodismo radial con el programa Radio Periódico Libre. 
Compuso boleros que fueron grabados por la orquesta de Armando Boza.
Fue ganador del Concurso Nacional de Literatura Ricardo Miró en los años 1950 y 1951. 
Como escritor, Ramón H. Jurado se caracterizó por su estética naturalista, retratando precisa y constantemente los entornos sociales y naturales en los que sumergía a sus personajes. Un ejemplo es la novela San Cristóbal, en cuyas líneas alude al pensamiento supersticioso de la campiña panameña, en el que retrata una atmósfera lúgubre en la que ocurren las más atroces injusticias de los patrones extranjeros y ricos para con los campesinos. En la novela Desertores, novela histórica, retrata detalladamente los sucesos de la Guerra de los mil días desde una perspectiva en tercera persona, contando la niñez, la juventud, el servicio militar y la muerte de Victoriano Lorenzo. Con El Desván, novela psicológica, se consagra como uno de los exponentes más exitosos de la novela panameña. 
Murió en 1978 en un vuelo con destino a Caracas, Venezuela. En un artículo publicado por el profesor universitario Carlos Iván Zúñiga Guardia se hace mención a las causas de su muerte:

En la víspera de su muerte tuve un almuerzo con Ramón H. Jurado que se prolongó durante toda la tarde. Me habló de sus proyectos y de su interés de viajar a Estados Unidos para hacerse un examen general. Al igual que a tu hermano Delio, me dijo, me está molestando la hernia hiatal, que me produce frecuentes dolores en el pecho. Durante el almuerzo recordó a muchísimos amigos, hizo un repaso de la historia del Frente Patriótico y de todas las luchas comunes. Fue un extraño diálogo, como si se estuviera despidiendo de la tierra. En estos días leí que José Saramago recordaba que cuando su abuelo presintió su muerte dio un abrazo llorando a todos los árboles de su huerto. Yo pienso que aquella tarde Ramón H. Jurado, con tantos recuerdos, dio un abrazo a todos sus amigos. Al día siguiente mientras volaba a Caracas su corazón dejó de latir.
 Carlos Zúñiga «Ramón H. Jurado, en el recuerdo»

## Obras
- San Cristóbal (novela, 1944)
- Desertores (novela, 1949)
- En la cima se mueren los suicidas (novela, 1950)
- El desván (novela, 1954)
- Itinerario y rumbo de la novela panameña (ensayo).
- Un tiempo y todos los tiempos (cuento, 1975)